# Berbérati
Berbérati es la cuarta ciudad más grande de la República Centroafricana con una población de 63.026 habitantes (2006). Es el capital de la prefectura de Mambéré-Kadéï.
La ciudad se sitúa en el sudoeste del país cerca de la frontera con Camerún. Berbérati fue cedido por Francia a Alemania bajo términos del tratado de Marruecos-Congo, en 1911, convirtiéndose en parte de la colonia alemana de Neukamerun, hasta que fue reconquistada por Francia durante la I Guerra Mundial. Posee un aeropuerto y un hospital importante y es visitado a menudo por los turistas que van a la reserva de Dzanga.
- Datos: Q544701
- Multimedia: Berbérati / Q544701